# Dollarisierung
Dollarisierung ist die Einführung des US-Dollars als Ersatz für die nationale Währung eines Staates, also ein Fall von Währungssubstitution, bei dem der Dollar als Zahlungs- und Transaktionsmittel sowie zur Wertaufbewahrung innerhalb des nationalen Territoriums anerkannt wird. Zu unterscheiden sind informelle und offizielle Dollarisierung. Gegenbegriff ist Dedollarisierung.

## Gründe für die Dollarisierung
Es gibt hauptsächlich drei Gründe für das Zustandekommen einer Dollarisierung; erstens Kolonialisierung, zweitens, wenn ein Land dieses Medium unabhängig einführt, und drittens als Mittel zur Krisenbekämpfung.
Dollarisierung an sich ist kein neues Phänomen. Zur Jahrtausendwende trugen Globalisierung, Zollabbau, Kapitalfreiheit und die Zunahme von internationalem Handelsvolumen zur Entfaltung der Kapitalmärkte und zur eigentlichen Dollarisierung bei. Die seit dem Zweiten Weltkrieg vorherrschende Abrechnung des Ölhandels (Petrodollar) und anderer Rohstoffe trug zur Dollarisierung des internationalen Handels maßgeblich bei. Es wird auch in der Wissenschaft debattiert, wie die Globalisierung kleine Wirtschaften zwingt, ihre monetäre Politik abzugeben.
Das Trilemma des Wechselkursregimes besagt, dass freie Kapitalflüsse, ein fester Wechselkurs und eine unabhängige monetäre Politik nicht miteinander vereinbar sind. Dies ist nun beispielsweise für Ecuador anwendbar.
Eine Besonderheit spielt dabei der Zugriff von Entwicklungsländern auf ausländische Kredite, die ihre Schulden in fremden Währungen aufnehmen müssen. Laut Tobias Roy liefert die Tatsache, dass Entwicklungsländer oder hoch verschuldete Länder keine Kredite in eigener Währung aufnehmen können, die Erklärung von Dollarisierung. Auch Länder mit andauernden Leistungsbilanzdefiziten sind für die Dollarisierung anfällig. Er erklärt auch, dass in der Regel die Währungen der Entwicklungsländer aufgrund der hohen Verschuldung überbewertet sind.
Der Begriff „Dollarisierung“ wird insbesondere erst im Laufe der 1990er Jahre, aufgrund der zunehmenden Anzahl von Ländern, die ihre gesetzlichen Zahlungsmittel durch andere Währung (insbesondere dem US-Dollar) ersetzt haben, geprägt. Die Anzahl der Länder, deren Geldanlage in fremder Währung mehr als 30 % der Gesamtanlagen ausmachen, hat sich von 7 im Jahr 1990 auf 46 Länder im Jahr 2000 erhöht.

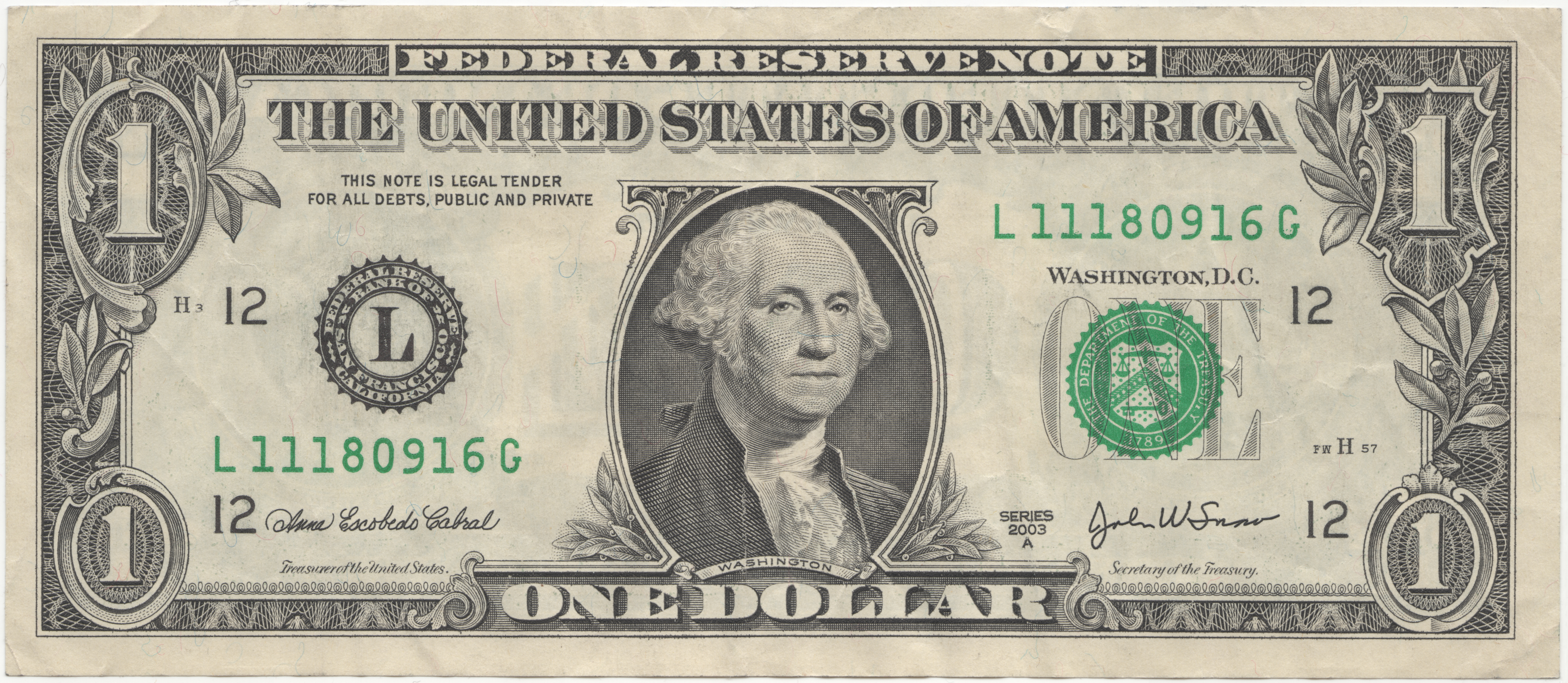
Ein-Dollar-Schein

Der Dollarisierungsbegriff beinhaltet unterschiedliche Dollarisierungsformen. In der Literatur wird die Dollarisierung in zwei Phänomene unterteilt. Dollarisierung gilt als Währungssubstitution oder „currency substitutability“ und als Aktivasubstitution oder „asset substitutability“. Es gibt also verschiedene Definitionen von Dollarisierung. Sie lässt sich auch als Substitution der Aktiva und Substitution der Währung erklären. Die Aktivasubstitution erfolgt unter Berücksichtigung der Rentabilität und des Risikos. Dies geschieht, wenn eine ausländische Währung als Wertaufbewahrungsmittel dient. Die Währungssubstitution erfolgt auch, wenn Individuen für ihre Transaktionen anstelle der lokalen Währung eine andere Währung als Zahlungsmittel bevorzugen.
Eine Dollarisierung entsteht vornehmlich, wenn politische Instabilität und Hyperinflation herrschen. Dollarisierung ist ein Ergebnis einer lang anhaltenden geldpolitischen Misswirtschaft. Zusätzlich wird der Begriff „Dollarisierung“ von Andrew Berg und Eduardo Borensztein wie folgt definiert: „as the holding by residents of foreign currency and foreign currency-denominated deposits at domestic banks“. Dieses Phänomen ist vor allem in Lateinamerika und andere Transitionswirtschaften zu erkennen.
Die Abwertung als Geldpolitik kann als mangelnde Funktionalität des Entscheidungssystems betrachtet werden. Eine langfristige Nutzung solcher Politik ist nicht gerechtfertigt, denn: „If a government is in possession of a devaluation option, those who own money issued by the government face the prospect of having their property rights confiscated in an arbitrary, ad hoc manner via devaluations. Accordingly, governments that fail to protect the value of their money are guilty of not abiding by the rule of law.“
Darüber hinaus ist es zu erwarten, dass unter solchen Voraussetzungen ein Dollarisierungsprozess stattfindet. Calvo und Vegh verstehen unter einem Dollarisierungsprozess, wenn eine ausländische Hartwährung die drei wichtigsten Funktionen des Geldes übernimmt: Zahlungsmittel-, Wertaufbewahrungs- und Wertmessfunktion. Dadurch ersetzt das Land die schwache oder kaum existierende inländische „Rule of Law“ durch eine stärkere ausländische. Laut Milton Friedman, Robert Mundell und Friedrich von Hayek ist dann eine Dollarisierung gerechtfertigt, weil sie die Erwartungen der Wirtschaftsakteure stabilisiert.
Dieses Bild wiederholte sich vor allem in Entwicklungsländern, die Schwierigkeiten mit der Feststellung des Wechselkurses hatten und hohe Inflationsraten verzeichneten. Dollarisierung ist ein irreversibles Phänomen, wenn sie sich als ein Ergebnis der Entscheidungen von Individuen ableitet.
Dollarisierung kann bei einem freien Wechselkurs auftreten, wenn das Abwertungsrisiko der Währung sehr hoch ist. Auch tragen die historischen Entwicklungen von Ab- oder Aufwertungen zur Dollarisierung bei. Man sollte auch in Betracht ziehen, dass ein fester Wechselkurs auch ein gewisses Risiko mit sich bringt, nämlich dann, wenn der Wert einer Währung mit ihrem festen Wechselkurs nicht mehr den makroökonomischen Grundlagen entspricht. Wenn die Währung anpassungsbedürftig ist, entsteht bei den Individuen das Bedürfnis, die Währung zu ersetzen.
Die wichtigsten Elemente, die die Dollarisierung erleichtern, werden von Naranjo wie folgt beschrieben: „Die Fakten, die die Dollarisierung vor allem in Lateinamerika erklären, sind die makroökonomische Instabilität, die geringe Entwicklung der Finanzmärkte, Glaubwürdigkeitsverlust des Stabilisierungsprogramms, die Globalisierung der Wirtschaft, hohe Inflationsraten in der Vergangenheit und die institutionellen Aspekte.“ Dollarisierung ist ein langfristiger Prozess, in dem die Bevölkerung das Vertrauen in den Staat verliert. Sie bezweifeln die Fähigkeit des Staates seinen Verpflichtungen nachzugehen. Dabei handelt es sich um Staaten, in denen versucht wird die Ungleichgewichte der Staatsbilanzen durch Inflation und Geldschaffung zu korrigieren.
Darüber hinaus entsteht ein Dualwährungssystem. Das bedeutet, dass zwei verschiedene Währungen die Geldfunktionen innerhalb eines Landes übernehmen. Die Banken bieten zwei verschiedene Zinssätze an; einen Zinssatz in lokaler Währung und den anderen in Fremdwährung. Aufgrund des Inflationsrisikos und dem daraus resultierenden Wertverlust der lokalen Währung muss der Zinssatz der abgewerteten Währung diesen Wertverlust absichern. Das heißt, er besteht aus dem Zinssatz der ausländischen Währung plus der erwarteten Inflationsrate. Durch die Dollarisierung verzichtet ein Land auf seine monetäre Unabhängigkeit und ist deswegen gezwungen, die ausländische Geldpolitik – in diesem Fall die US-amerikanische, anzunehmen.

## Informelle Dollarisierung und ihre Folgen
Wie oben bereits erwähnt, braucht die Dollarisierung eine Konsolidierungsphase, bevor man sie als solche überhaupt erkennen kann. Darüber hinaus unterscheidet man zwischen offizieller und inoffizieller Dollarisierung. Letztere ist auch als Semi- oder informelle Dollarisierung bekannt. Allgemein gilt, dass Dollarisierung zustande kommt, wenn eine Bevölkerung das Vertrauen in ihre eigenen Währung verloren hat.
Schuler definiert die informelle Dollarisierung wenn: “…residents of a country extensively use the U.S. dollar or another foreign currency alongside or instead of the domestic currency. Unofficial dollarization occurs when individuals hold foreign-currency bank deposits or notes (paper money) to protect against high inflation in the domestic currency. Official dollarization occurs when a government adopts foreign currency as the predominant or exclusive legal tender.”
Fischer schreibt, die informelle Dollarisierung “… is result of a period of economic instability in the past, generally a period of high inflation. In such circumstances, economic agents will want to hold safer assets, and the economic and political systems will produce them. That can be done by allowing the banking system to offer foreign currency, or exchange-rate-linked, accounts; and the banking system in turn will want to lend in a similar form.”
Der Prozess der informellen Dollarisierung hat ebenfalls verschiedene Entwicklungsphasen: Zuerst werden die Aktiva substituiert, und die Fremdwährung übernimmt die Wertaufbewahrungsfunktion. Die ökonomischen Repräsentanten wählen ausländischen Anleihen oder bewegen ihre Ersparnisse ins Ausland. Dies wird auch als Kapitalflucht bezeichnet. In einer zweiten Phase übernimmt die ausländische Währung die Zahlungs- und Umtauschfunktion. Das heißt, es wird überwiegend mit der ausländischen Währung gehandelt. Die dritte Phase tritt auf, wenn die Preise verschiedener Güter oder Dienstleistungen, wie zum Beispiel ein Haus, ein Auto oder ein Fernsehgerät oder die Miete eines Büros in US-Dollar ausgewiesen wird. Diese drei Phasen müssen nicht unbedingt nacheinander, sie können auch gemeinsam auftauchen.
Nach Naranjo existieren zwei wesentliche Nachteile der informellen Dollarisierung. Erstens der Steuerungsverlust des Geldes, und zweitens der zunehmende Druck auf den Wechselkurs.
Durch die informelle Dollarisierung wird die Geldnachfrage innerhalb des Wirtschaftskreises instabil und schwierig zu steuern. So wird der US-Dollar ein Teil des Geldes im Umlauf, das man nicht präzise regulieren kann. Die Geldmenge ist schwierig festzustellen. In Ländern der Andengemeinschaft erreicht die informelle Dollarisierung ca. 80 % bis 90 %.
Durch die Erhöhung der Nachfrage nach dem US-Dollar steigt im Prinzip sein Wert. Demzufolge wird die nationale Währung abgewertet. Darüber hinaus werden die Einkommen oder Löhne in lokaler Währung auch reduziert, weil die Kaufkraft sinkt.
Im Endeffekt sind die schwächeren sozialen Schichten am meisten davon betroffen, denn ihre niedrigen Einkommen bieten keinen Schutz vor Inflation und Abwertung. Andere Gruppen der Gesellschaft erleiden ebenfalls Verluste, aber die Folgen sind für sie nicht so gravierend, denn sie verfügen über mehr Ressourcen. Durch hohe Inflation werden Investitions- und Produktionsangebote verlangsamt. Das heißt, Projekte werden verspätet oder gar nicht durchgeführt. Deshalb entsteht weitere Arbeitslosigkeit. Weiterhin zu erwähnen ist, dass durch die Semi-Dollarisierung, der vom Staat erzielte Gewinn durch die Münzprägung oder Seignorage schrumpft, denn die Geldnachfrage in lokaler Währung sinkt ebenso.
Um eine unerwartete Abwertung einer Währung zu vermeiden, können Zentralbanken beispielsweise die Zinsen erhöhen. Damit wird der Abwertungsdruck weitestgehend verhindert. Dieses Instrument kann allerdings nicht immer eingesetzt werden, denn Glaubwürdigkeit spielt dabei eine wichtige Rolle. Es kann beispielsweise zu einem Teufelskreis kommen: Inflation führt zur Abwertung, und diese fördert zugleich die Inflation. In solchen Szenarien nimmt die Spekulation zu, und die Dollarisierung wird nun verstärkt. Der Wechselkurs destabilisiert sich. Die hohen Schwankungen des Wechselkurses verteuern die Kredite in ausländischer Währung und erhöhen die realen Kosten der nationalen Kredite. Die Verzerrungen führen zum wirtschaftlichen Chaos.
Es ist fraglich, ob die Wirtschaft eines Landes einen solchen Prozess langfristig aushalten kann. Das Finanzsystem kann kollabieren. Banken müssen mehr Risiko eingehen, um den Wertverlust der Aktiva in lokaler Währung zu mindern.
Am Ende, wenn der Wirtschaftskreis sich in einem kritischen Zustand befindet, muss der Staat den Finanzapparat übernehmen, um eine Ausbreitung des Chaos zu verhindern. Dies geschieht beispielsweise durch die Intervention der Zentralbank als Kreditgeber letzter Instanz. Nach der staatlichen Intervention muss eine Alternative gefunden werden. In der Regel findet dann eine Währungsreform statt.

## Offizielle Dollarisierung

Staaten mit Währungen, die an den Euro oder den US-Dollar gebunden sind:
Vereinigte Staaten von Amerika
Andere Länder mit US-Dollar als gesetzlichem Zahlungsmittel
Währungen mit fester Wechselkursbindung zum US-Dollar
Währungen mit enger Wechselkursbandbreite zum US-Dollar
Mitglieder der Europäischen Währungsunion mit Euro
Andere Länder mit Euro als gesetzlichem Zahlungsmittel
Währungen mit fester Wechselkursbindung zum Euro
Währungen mit enger Wechselkursbandbreite zum Euro

Die Dollarisierung ist erst dann offiziell, wenn der Staat die ausländische Währung amtlich als gesetzliches Zahlungsmittel anerkennt. Das heißt, wenn die ausländische Währung die hundertprozentige Rolle des Geldes übernimmt. Der Unterschied zur informellen Dollarisierung sind die Rahmenbedingungen und Instrumente, über die der Staat verfügt.
Heutzutage zählen Panama, Ecuador und El Salvador zu den einzigen lateinamerikanischen Ländern, die den US-Dollar als Währungsersatz eingeführt haben.
Eine Wirtschaft, die eine ausländische Währung als gesetzliches Zahlungsmittel einführt, funktioniert ähnlich wie der Goldstandard vor dem Ersten Weltkrieg im Jahr 1913, mit dem sogenannten „price-specie flow mechanism“. Dieses System benötigt nach David Hume eine Kombination von politischen Richtlinien und eine Flexibilität der Preise und Löhne. Wobei Keynes sagte, Lohnsenkung sei eine sehr unpopuläre Politik in der modernen Ökonomie. Lohnsenkung soll keine Lösung für die Korrektur des Wechselkurses darstellen. Fiskaldefizite sollten nicht durch eine Landeswährungsabwertung ins Gleichgewicht gebracht werden. Die Politik der Zentralbank sollte nicht durch mehr Geldherstellung geprägt sein. Dies ist keine langfristige Lösung. Aus diesem Grund muss die Wirtschaft solvent sein. Eine offizielle Dollarisierung ist außerdem leichter zu analysieren als die informelle.
Die offizielle Dollarisierung basiert auf vier Säulen: Die Währung wird komplett durch den US-Dollar umgetauscht; die Geldmenge wird in US-Dollar ausgedruckt (dafür benötigt der Staat ausreichende Devisenreserven). Es herrschen Kapitalbewegungsfreiheiten. Geldmittel können in das Land fließen oder es wieder verlassen ohne großartige Staatsintervention. Die Zentralbank verliert die Rolle als Kreditgeber letzter Instanz.
Im Vergleich zur informellen bietet die offizielle Dollarisierung bestimmte Vorteile:
Erstens, das Wechselkursrisiko verschwindet. Externe Schocks werden nur für den betroffenen Sektor eine Belastung sein und nicht wie bisher für die gesamte Wirtschaft. Darüber hinaus wird die gesamte Ökonomie transparenter. Investoren können langfristige Investitionen planen, ohne besondere Rücksicht auf einen Wertverlust des Geldes nehmen zu müssen. Zweitens, die Inflationsraten sind gleich derer von Nordamerika. Das heißt, die Inflation muss einstellig bleiben. Dieses Ziel wurde in Ecuador erreicht. Drittens werden durch die Inflationsminderung Zinssätze internationale Niveaus erreichen.
Weiterer Vorteil der Dollarisierung ist die Weltintegration der Ökonomie auf den Finanzmärkten durch, zum Beispiel, weniger Transaktionskosten und mehr Transparenz:
“Financial integration plus official Dollarization give banks a worldwide field in which to make loans in dollars. Consequently, the location of loans is not closely linked to the location of deposits. The ability to switch dollar funds without currency risk between the domestic economy and the rest of the world tends to minimize the booms and busts that often arise in countries having independent monetary policies and financial systems not well integrated into the world system.”
Für den Staat bedeutet Dollarisierung finanzielle Disziplin. Die Fiskaldefizite können nicht mehr durch Inflation oder Währungsabwertung finanziert werden, sondern nur durch gezielte Steuern oder Staatsanleihen.
In einer dollarisierten Wirtschaft wird die Geldmenge nicht von der Regierung oder der Zentralbank bestimmt, sondern lediglich von der Geldnachfrage. Darüber hinaus kann politische Instabilität den Wechselkurs nicht direkt beeinflussen.
Als Nachteil der Dollarisierung de jure verzichtet das Land auf eine eigene Währungspolitik. Die Wirtschaft adaptiert sich auf externe Schocks durch die Produktmärkte mit Hilfe des Finanzsystems anstatt einer Anpassung des Wechselkurses.
Minda fasst die wichtigsten Vorteile einer offiziellen Dollarisierung zusammen: monetäre Glaubwürdigkeit und sinkende Zinssätze, ökonomische Stabilität und Inflationssenkung, Welt- und Handelintegration, Integration des Binnenfinanzsystems, Fiskal- und Haushaltsdisziplin, Stabilität der politischen Regime. Als Nachteile gelten: Verzicht auf eine unabhängige Geldpolitik, Verzicht auf eine Abwertungsstrategie, Verlust der Seigniorage und Verlust des Kreditgebers letzter Instanz.

## Entdollarisierung bzw. Dedollarisierung
Die dominante Rolle des Dollars im internationalen Geldverkehr stößt in einigen Ländern auf Widerstand. Neben Bestrebungen etwa der Euroländer und Chinas, die Hegemonie mit der eigenen Währung zu durchbrechen, versuchen weniger mächtige Länder und Regionen zum Teil, die Bedeutung des Dollars in ihrem Machtgebiet zurückzudrängen. Beispielsweise in Lateinamerika, wo der Dollar bis heute vielerorts für die Bezahlung größerer Beträge (z. B. Auto- und Immobilienkauf) genutzt wird, haben einige Regierungen größere Anstrengungen unternommen, um die Verwendung der eigenen Währung zu fördern und auch das in Dollar notierte Kreditvolumen zu senken. Besonders erfolgreich war dabei beispielsweise Boliviens Regierung unter Präsident Evo Morales (spanisch: desdolarización) seit 2006. Bei Verbraucherkrediten spielt der Dollar heute praktisch keine Rolle mehr (zuvor fast 100 %) und bei Sparkonten wurde der Anteil von über 90 % auf unter 20 % gesenkt.